# Counterblast
Counterblast é um filme britânico em preto e branco, do gênero suspense, dirigido por Paul L. Stein.
Lançado em 1948, foi protagonizado por Robert Beatty, Mervyn Johns e Nova Pilbeam.